# Ichiro Suzuki (fodbold)
Ichiro Suzuki (født 1. august 1995) er en japansk fodboldspiller.
Han har spillet for flere forskellige klubber i sin karriere, herunder Grulla Morioka.